# 성당과 시장
에릭 레이먼드가 쓴 〈성당과 시장〉(The Cathedral and the Bazaar)은 자유 소프트웨어 철학을 대변하는 유명한 글이다. 레이먼드는 이 글에서 리눅스 커널 개발과정과 패치메일이라는 오픈 소스 프로젝트를 개발한 경험을 들어 오픈 소스 개발 방식의 유효성을 설명한다. 1997년 5월 27일 리눅스 회의에서 처음 공개되었으며, 1999년 같은 이름의 책에 포함되어 출판되었다.
글에서 저자는 두 가지 방식의 자유 소프트웨어 개발 모델을 대조한다.
- 성당 모델: 출시 때에만 소스 코드를 공개하고 그 사이에는 제한된 개발자들만 소스 코드에 접근할 수 있다. GNU 이맥스와 GNU 컴파일러 모음이 예이다.
- 시장 모델: 소스 코드가 인터넷으로 일반에 공개된 상태로 개발된다. 레이몬드는 리눅스 커널 프로젝트의 리더인 리누스 투르발스가 이 방식을 발명해 냈다고 쓰고 있다. 그는 또한 페치메일 프로젝트에 자신이 이 모델을 적용한 이야기도 쓰고 있다.

글의 주제는 그가 리누스 법칙이라고 이름붙인 "보는 눈만 많다면, 어떤 버그라도 쉽게 잡을 수 있다"는 명제이다. 이 말은 많은 사람이 테스트하고 훑어보고 실험해 볼 수 있도록 코드가 공개되어 있으면 버그는 빨리 잡힐 것이란 뜻이다. 이에 대해 성당 모델에서는 소스 코드를 여러 명의 개발자들만 볼 수 있으므로 버그를 잡는데에 엄청난 시간과 노력이 든다고 주장했다.
이 글로 인해 GNU 이맥스와 GCC를 포함한 많은 오픈 소스와 자유 소프트웨어 프로젝트들이 시장식의 열린 개발 모델을 사용하게 되었다. 이 중 가장 유명한 것은 넷스케이프가 넷스케이프 커뮤니케이터의 소스를 공개한 것과 모질라 프로젝트를 시작한 것이다.
성당 모델은 상용 소프트웨어의 전형적인 개발 방식이다. 더욱이 상용 소프트웨어는 보통 출시 때 소스가 같이 제공되지 않는다. 그래서 "시장과 성당"이라는 구문은 종종 오픈 소스 소프트웨어와 상용 소프트웨어를 비유하는 데에 쓰인다. 그러나 원래 글에서는 자유 소프트웨어들 중에 두 종류를 비교하여 설명하고 상용 소프트웨어에 대한 언급은 없었다.
성당과 시장의 예는 소프트웨어 프로젝트에만 있는 것이 아니다. 위키백과는 시장식의 프로젝트이고, 누피디아나 브리태니커 백과사전은 성당형의 프로젝트이다.

## 같이 보기
- Bazaar (소프트웨어)